# Batalla de Placilla

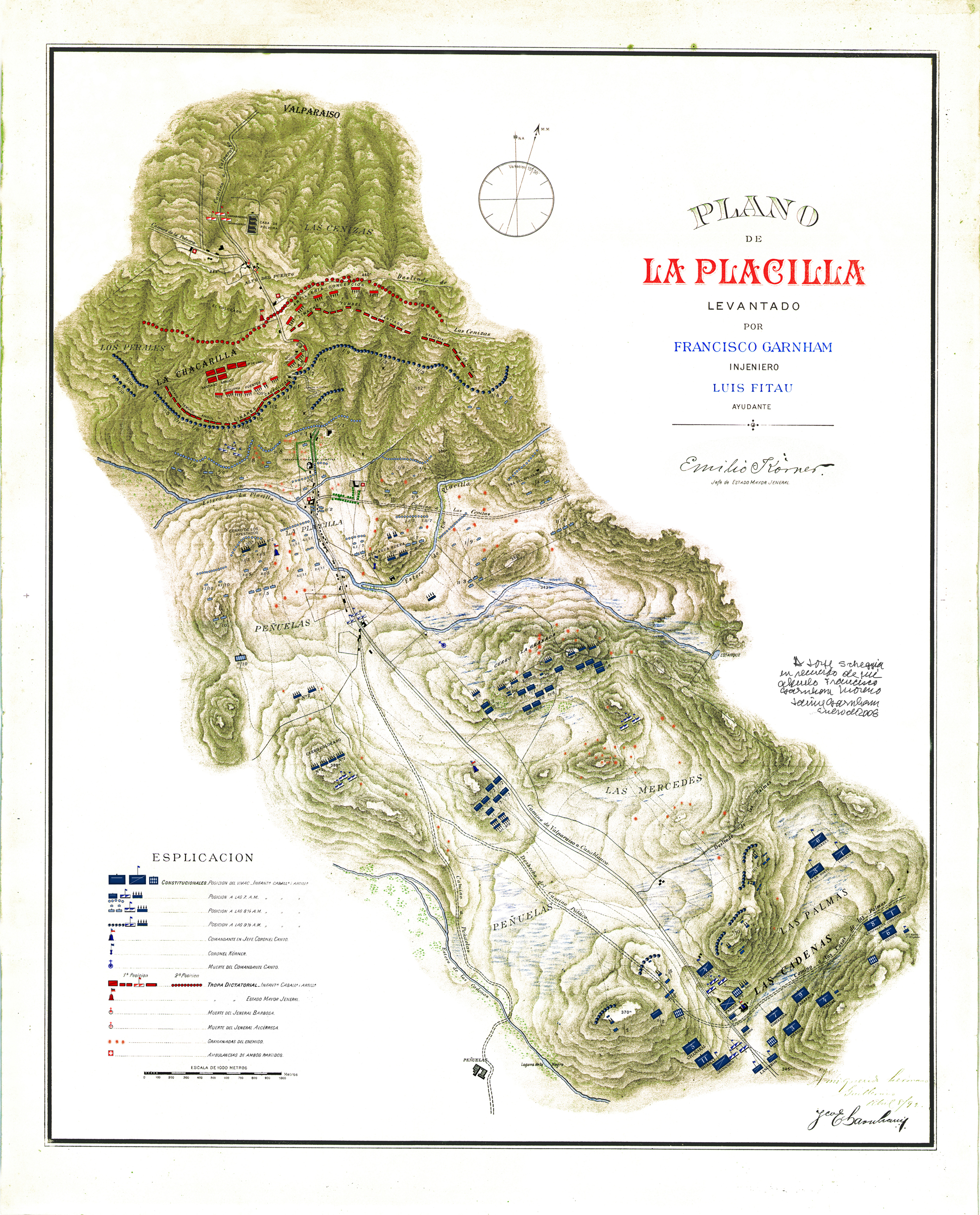
Plano de la Batalla de Placilla

La batalla de Placilla fue la última batalla de la guerra civil de 1891, librada en el actual sector de Placilla de Peñuelas, a las afueras del puerto chileno de Valparaíso, el 28 de agosto de 1891. En ella se enfrentaron las fuerzas del ejército revolucionario congresista, de aproximadamente 11 000 hombres, al mando del coronel Estanislao del Canto, y las tropas leales al gobierno del presidente José Manuel Balmaceda, con 9500 efectivos, al mando de los generales Orozimbo Barbosa y José Miguel Alcérreca.

## Antecedentes
Después de la Batalla de Concón, en donde triunfaron las fuerzas congresistas, no habiendo podido atacar Viña del Mar por la buena posición de las fuerzas gobiernistas, marcharon al sur de Valparaíso con la intención de atacar la ciudad. Los gobiernistas al mando del general en jefe Orozimbo Barbosa, general José Miguel Alcérreca y coronel Daniel García Videla, se desplegaron para hacerles frente.

## Fuerzas enfrentadas
| Comandante en Jefe - General Estanislao del Canto Unidades - I Brigada - Regimiento Constitución N.° 1 - Regimiento Iquique N.° 6 - Regimiento Antofagasta N.° 8 - Escuadrón Libertad N.° 1 - Escuadrón Carabineros del Norte N.° 3 - 1.º Batería de Montaña (Parte del Batallón N.° 2 de Artillería) - 1.º Compañía de Ingenieros Militares - II Brigada - Regimiento Valparaíso N.° 2 - Regimiento Chañaral N.° 5 - Regimiento Atacama N.° 10 - Batallón Huasco N.° 11 - Escuadrón Guías N.° 4 - Escuadrón Lanceros N.° 5 - 2.º Batería de Montaña (Parte del Batallón N.° 2 de Artillería) - 2.º Compañía de Ingenieros Militares - III Brigada - Regimiento Esmeralda N.° 1 - Regimiento Pisagua N.° 3 - Regimiento Taltal N.° 4 - Batallón Tarapacá N.° 9 - Escuadrón Granaderos N.° 2 - Batallón N.° 1 de Artillería - Batallón N.° 3 de Artillería - Columna de Rifleros - Desertores Balmacedistas - Escuadrón Húsares de Collipulli - Regimiento Cazadores a Caballo (230 cazadores) - Batallón Los Ángeles |

| Comandante en Jefe - General Orozimbo Barbosa Unidades - I División (fusión División Santiago y Valparaíso) - Regimiento Buin 1.º de Línea - Regimiento Pisagua 3.º de Línea - Regimiento Esmeralda 7.º de Línea - Regimiento Chorrillos 9.º de Línea - Regimiento Lautaro 10.º de Línea - Batallón Traiguén - Batallón Mulchén - Batallón Victoria - Batallón Temuco - Batallón San Fernando - Regimiento Carabineros de Yungay - Regimiento Cazadores a Caballo (disminuido en casi su totalidad por las deserciones) - II División (Concepción) - Regimiento Tacna 2.º de Línea - Regimiento Santiago 5.º de Línea - Regimiento Arauco - Regimiento Chillán 8.º de Línea - Batallón Angol - Batallón Valdivia - Batallón Yumbel - Batallón Linares - Batallón Nacimiento - Batallón Concepción - Batallón Tomé - Batallón Los Ángeles (desertó antes de la batalla) - Batallón Los Andes - Regimiento N.° 2 de Artillería |

## La batalla

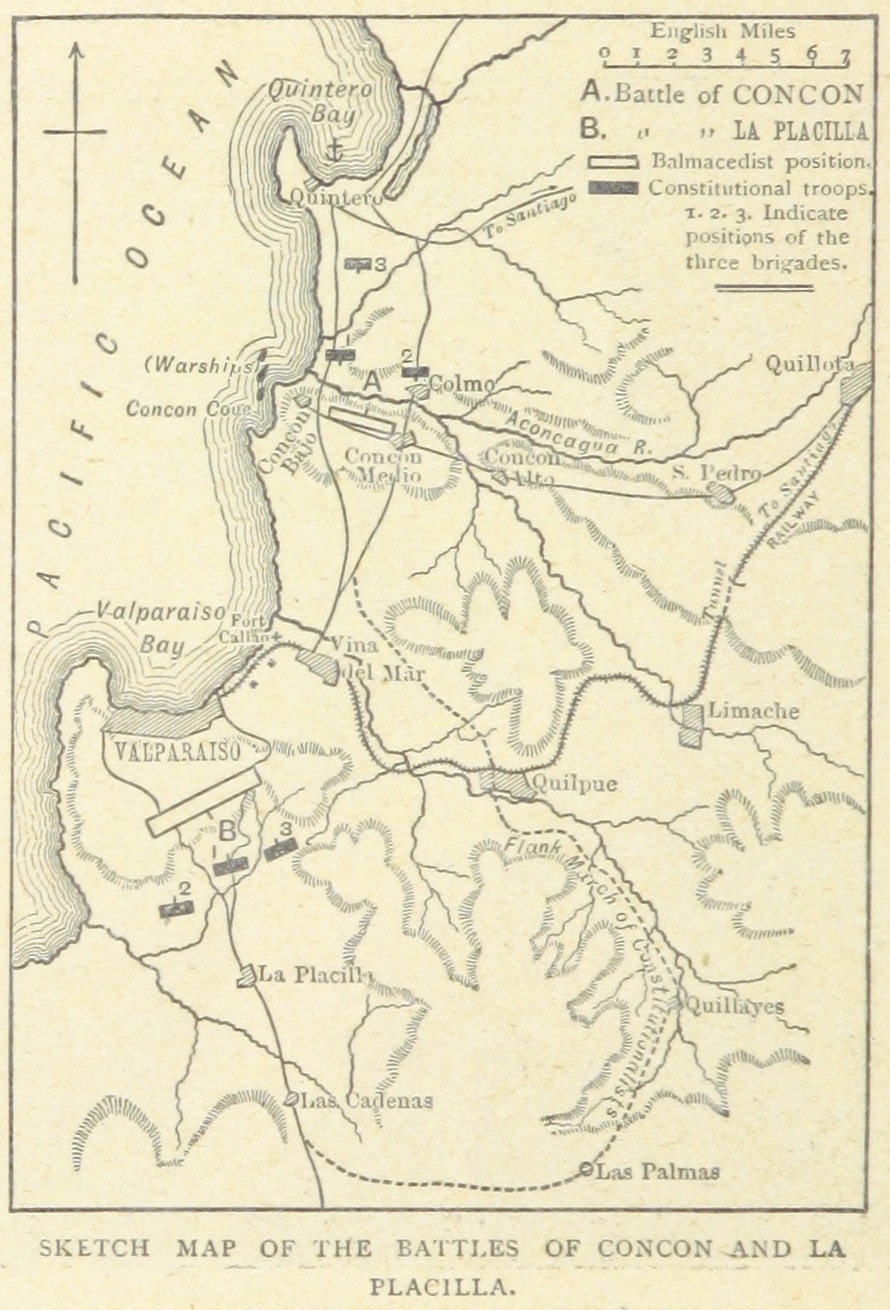
Un mapa que muestra las batallas de Concón y La Placilla, las batallas finales de la guerra civil chilena de 1891.

El ejército congresista, al mando del general Estanislao del Canto y asesorado por el coronel Emilio Körner, y 11 000 hombres, se encontraba a 5 kilómetros de las posiciones del gobierno. 
A las 6 de la mañana del 28 de agosto, el ejército congresista avanzó por el camino del real hacia Valparaíso, la artillería lo hizo en forma paralela al camino, 1 kilómetro al Poniente y se ubicó en una loma, lat-33.120480 long-71.558117 (Cerro la Granada,) a 2.850 metros de la artillería del coronel E. Fuentes. 
A las 7:45 las baterías gobiernistas del coronel Exequiel Fuentes abrieron fuego, siendo respondido por la artillería congresista. 
La infantería congresista compuestas por el batallón Constitución N.º 1, Iquique N.º 6 y Antofagasta N.º 8 avanzaron en formación de combate, contra las fuerzas del gobierno, ubicadas al poniente del camino Real, (ala derecha fuerzas Gobiernistas).  
Este primer avance tuvo éxito, pero la llegada de refuerzos gobiernistas de los regimientos Arauco y Santiago, los hizo retroceder. La tercera Brigada congresista, cargo sobre el ala izquierda de los gobiernistas, y la batalla se extendió en todo el frente. Cerca de las 10 a. m. las fuerzas gobiernistas comenzaron a ceder en todos los frentes.
Los cuerpos gobiernistas, que formaban el ala izquierda huían a Valparaíso en total desorden. Media hora después, el 2.º de Línea seguía resistiendo en el centro, pero ya con el 70% de su efectivos perdidos. 
Solo la carga de caballería congresista, terminó con la resistencia del ala derecha gobiernista. A las 12 horas ya había terminado toda resistencia.
Esta batalla fue la más sangrienta de la Guerra Civil, en la cual murieron heroicos jefes, oficiales y soldados de ambas partes, que se habían distinguido por su valentía durante la guerra del Pacífico, como asimismo, destacados personajes de la vida pública de la nación.

## Entrada a Valparaíso
A las 10 de mañana del día 28 de agosto, el ministro del Interior y Guerra en Campaña, Julio Bañados Espinoza, observa el campo de batalla y se da cuenta de que las tropas comienzan a desbandarse. A raíz de esto, abandona el campo de Placilla a través del camino de La Pólvora y se dirige al puerto de Valparaíso. A eso de las 10:30 de la mañana, llegan a la Intendencia de Valparaíso e informan que el Ejército de Chile ha sido derrotado en el Alto del Puerto. Además, se les informa a las distintos marinos y cónsules extranjeros, a lo que el almirante alemán ruega que se icen banderas blancas en el puerto y que un parlamentario salga al encuentro de las fuerzas victoriosas. Cerca de las 12 del día, 300 hombres de marinería alemana se dirigen al cerro Concepción y ocupan la Escuela Alemana, el salón de gimnasia y el Hospital Alemán. De igual manera, a las 13:00, se desembarca marinería inglesa y norteamericana.

## Consecuencias

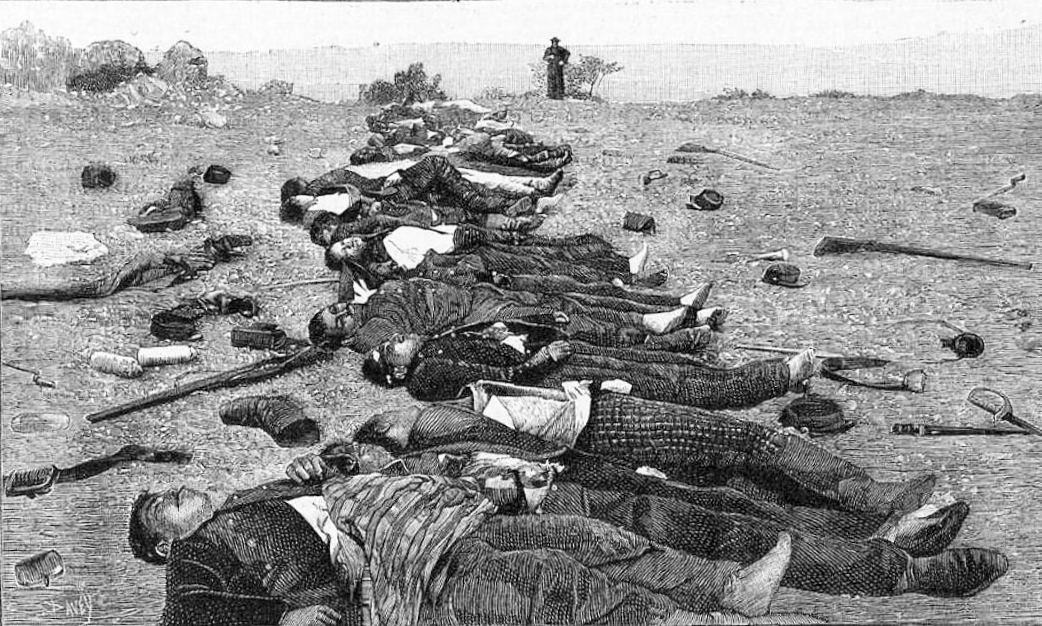
Grabado de los soldados muertos después de la batalla.

La victoria de las fuerzas congresistas fue aplastante y decisiva. La derrota del gobierno de Balmaceda fue completa y definitiva. El ejército vencido tuvo 3615 bajas (1115 muertos y 2500 heridos), lo que equivale a más del 30 % de sus fuerzas efectivas. El vencedor tuvo 2070 bajas entre muertos y heridos, lo que equivale al 20 % de sus fuerzas efectivas. Las fuerzas congresistas ganaron la batalla, tomaron la ciudad de Valparaíso y pusieron fin a los combates de la guerra civil.
Las puertas de la capital Santiago quedaron abiertas y el presidente José Manuel Balmaceda Fernández se asiló en la legación argentina, donde esperó el término de su mandato para suicidarse un día después, el 19 de septiembre de 1891.
El capitán de navío Jorge Montt fue ascendido a vicealmirante y presentado como candidato único a la presidencia de la República, siendo unánimemente electo por el Congreso.
Gobernó un período de 5 años, en el cual trató de reconciliar a los chilenos, dictando varias leyes de amnistía que permitieron a muchos marinos y militares, que habían combatido en las fuerzas balmacedistas, poder reincorporarse al Ejército y a la Marina.